# 表列种姓和表列部落
表列種姓和表列部落或稱在冊種姓和在冊部落，是由印度官方劃定的群體，兩者均名列於印度社會經濟地位最弱勢的群體之中。表列种姓以種姓制度裡最底层的达利特（舊稱賤民）階层為主体，表列部落則由印度境內的多個少數民族構成。此兩名詞已獲得《印度憲法》認可，每個符合條件的特定群體，會被明確地歸類為"表列種姓"或是"表列部落"。:3這類人在英屬印度統治時期被稱為受壓迫階級 (Depressed Classes) 。:2此兩類群體再加上印度的其他落後階層（Other Backward Class）群體，皆劃入官方的印度保留政策（reservation in India）。
在現代文獻中，許多屬於表列種姓的群體有時會被稱為達利特，這個名稱的意思是"破碎的"或是"分散的"。這個稱法在印度獨立鬥爭期間，由達利特領袖B.R.安貝德卡推廣。安貝德卡偏愛"達利特"這個名稱，而非如聖雄甘地使用的"哈里揚 (Harijan)"，後者的字面意思是"神之子"或是"哈里之子（Hari的意思是神，特別是指毗濕奴 ）"。同樣地，表列部落也常被稱為阿迪瓦西（最早的居民）、萬瓦西 (Vanvasi) (森林居民) 和萬亞賈提 (Vanyajati) (森林人民)。然而印度政府避免使用這些帶有爭議性含義的名稱。例如"達利特"的字面意思是"受壓迫的"，它在歷史上與不潔的概念相關聯，並帶有不可接觸性的暗示。同樣的，"阿迪瓦西"的意思是"原始居民"，帶有本地與移民間有別的暗示，也延續有文明與非文明的刻板印象。因此官方文件中偏好使用憲法認可的用法 - "表列種姓 (Scheduled Castes)" (Anusuchit Jati) 和"表列部落 (Scheduled Tribes)" (Anusuchit Janjati) 。使用這些指定名稱，目的在解決社會經濟方面的弱勢，而非重新施加社會污名和問題。印度政府於2018年9月向所有私人衛星電視頻道發佈一項建議，請它們避免使用帶有貶義的"達利特"，然而權益團體則公開反對在日常使用中放棄"達利特"這個稱謂。
根據該國於2011年所做的人口普查，表列種姓和表列部落分別約佔印度人口的16.6%和8.6%。《1950年憲法（表列種姓）命令》在其第一附表中將全國28個邦中的1,108個種姓列出，而《1950年憲法（表列部落）命令》在其第一附表中將全國22個邦中的744個部落列出。2022年BBC的評估指出，在印度14億總人口當中，表列種姓已達2億3000萬人，表列部落則有1億2000萬人。
印度自獨立以來，就賦予表列種姓和表列部落保留名額 (Reservation status) 的權利。這項配額保障他們的政治代表權、晉升優先權、大學入學配額、免費及有津貼的教育、獎學金、銀行服務以及各種政府計畫。此外，印度憲法也明定針對表列種姓和表列部落實行平權行動的一般原則。:35,137 

## 定義
表列種姓
《印度憲法》第366 (24) 條對表列種姓的定義為：
就本[印度]憲法而言，根據第341條被視為表列種姓的此類種姓、人種或部落，或此類種姓、人種或部落中的部分或群體。
表列部落
《印度憲法》第366 (25) 條對表列部落的定義為：
就本[印度]憲法而言，根據第342條被視為表列部落的此類部落或部落社群，或此類部落或部落社群中的部分或群體。

### 認定與程序
第341條
(1) 總統有權，針對任何邦或聯邦屬地，並在涉及邦時諮詢該邦總督之後，透過公開公告的方式，明確指定哪些種姓、種族、部落，或這些群體中的某些部分，應被認定為該特定邦或聯邦屬地的"表列種姓"，以適用本憲法的相關規定。
(2) 印度議會有權透過立法，將任何特定種姓、種族、部落，或這些群體中的部分成員，增補或移除出原先透過公告所確定的"表列種姓"名單。然而，除這種由議會立法修改的情況外，一旦該公告發佈，其內容便不得再由任何後續的行政公告予以變更。
第 342 條
(1) 總統針對任何邦或聯邦屬地，如屬邦，則在諮詢其總督後，可透過公告，指定就本憲法目的而言，應被視為與該邦或聯邦屬地相關的"表列部落"之特定部落或部落社群，或其部分或群體。
(2) 印度議會可透過立法，將任何部落或部落社群，或其部分或群體，納入或排除於根據上述條款發佈的公告中所列的表列部落清單；但除上述規定外，根據該條款發佈的公告不得因任何後續公告而有所更改。

社群被列為表列種姓/部落的流程。

根據《印度憲法》第341條和第342條公告的種姓和部落，被認定為表列種姓和表列部落。為促進社會正義，這些表列種姓和部落在教育、就業和治理方面獲得社會保障和充分代表權，經由提升後而融入主流社會。將社群、種姓或部落納入或排除於表列種姓和表列部落名單的程序，遵循洛庫爾委員會 (Lokur Committee) 在1965年建立的某些不成文標準和程序。對於表列種姓，其標準涉及因實行"不可接觸性"而導致的極端社會、教育和經濟落後的結果。另一方面，表列部落則是根據原始特徵、獨特文化、地理隔離、不願與較大社群接觸以及整體落後等跡象來識別。排定（表列）的過程會回溯到殖民時期人口普查中使用的社群定義，並結合現代人類學研究，同時受憲法第341條和第342條指導。根據第341條和第342條的第一款，表列社群的名單需受限於特定的邦和聯邦屬地，並進一步限制到行政區、次行政區和鄉級行政區。此外，表列社群的成員資格還基於宗教標準：表列種姓成員必須是印度教、錫克教或佛教的信徒，而表列部落成員則可屬於任何宗教。

## 歷史

### 獨立前時期
印度的低種姓和部落演變為現代的表列種姓和表列部落的過程非常複雜。在印度次大陸的種姓制度作為一種階級分層，約起源於2,000年前，並受到歷來王朝和統治精英的影響，包括蒙兀兒帝國和英屬印度政府。印度教的瓦爾那 (Varna) 概念在歷史上曾包含依據職業劃分的社群。一些低種姓群體，例如過去被稱為不可接觸者的，則被認為是不包含在瓦爾那體系之內。
這些社群（包括表列種姓和表列部落）自1850年代以來被概括地稱為"受壓迫階級 "。英國當局於20世界初期曾頻繁評估印度實行責任制自治政府的可行性。莫萊-明托改革 (1909年印度政府法案)、蒙太古-切姆斯福德改革和西蒙調查團都是在此背景下出現的不同舉措。在這些擬議改革中，一個極具爭議的議題是為省級和中央立法機構中的受壓迫階級保留席位，以確保其代表權。
英國議會於1935年通過《1935年印度政府法令》 ，以賦予印度各省更大的自治權，並建立一個全國性的聯邦結構。此法案納入為受壓迫階級保留席位的規定，法案於1937年生效。法案中引入表列種姓的名稱，將其定義為"國王陛下會同樞密院認為與先前被稱為受壓迫階級的那類人相符的種姓、種姓內的部分或群體，以及國王陛下會同樞密院選定的類別"。這項酌情定義在《1936年印度政府（表列種姓）命令》 (The Government of India (Scheduled Castes) Order, 1936)中得到闡明，此命令包含一份遍及英國管轄省份的種姓名單（或稱附表）。

### 獨立後
印度宣佈獨立後，制憲會議延續當時表列種姓和部落的既有定義，並賦予印度總統和各邦總督權力（透過憲法第341條和第342條）來編纂完整的種姓和部落清單（並有權在需要時進行修改）。第一份種姓和部落清單是透過兩項命令而制定：《1950年憲法（表列種姓）命令》 (The Constitution (Scheduled Castes) Order, 1950) 和 《1950年憲法（表列部落）命令》 (The Constitution (Scheduled Tribes) Order, 1950)，分別包含有821個種姓和296個部落（存在重疊性質），這些都源自殖民時期的名單。隨後，總統表列清單 (Presidential Scheduled List) 於1956年經由《1956年表列種姓和表列部落清單（修訂）命令》 (Scheduled Castes and Scheduled Tribes Lists (Modification) Order, 1956)進行修訂，以納入其他地區、新成立的邦/聯邦屬地，以及在《印度憲法》通過時未受考慮的社群。以及《1950年憲法（表列部落）命令》 (The Constitution (Scheduled Tribes) Order, 1950) 通過時未受考慮的部落。然而，表列種姓和表列部落的分類與名單維護，在起草憲法時最初打算作為邦級事務。但出於擔心會有政治濫用的問題，最終將權力集中於總統表列清單 (Presidential Scheduled Lists) 之下。印度政府在表列種姓和表列部落名單發布15年後，根據1965年洛庫爾委員會的報告，採納更新的納入和排除標準。由於印度政府採納包容性政策，許多社群在憲法通過之後透過修訂案被增補到總統表列清單中，截至2018年，表列種姓的總數已超過1,000個，表列部落則超過500個。

## 人口統計

### 歷史人口
| 人口普查年份 | 表列種性 | 表列種性    | 表列種性 | 表列部落 | 表列部落    | 表列部落 |
| 人口普查年份 | 百分比   | 數目        | ±%       | 百分比   | 數目        | ±%       |
| ------------ | -------- | ----------- | -------- | -------- | ----------- | -------- |
| 1881年       | 不適用   | 不適用      | 不適用   | 2.6%     | 6,420,000   | —        |
| 1891年       | 不適用   | 不適用      | 不適用   | 3.3%     | 9,110,000   | +41.9    |
| 1901年       | 不適用   | 不適用      | 不適用   | 2.9%     | 8,180,000   | −10.2    |
| 1911年       | 不適用   | 不適用      | 不適用   | 3.2%     | 9,590,000   | +17.2    |
| 1921年       | 17.2%    | 52,700,000  | —        | 3.0%     | 9,070,000   | −5.4     |
| 1931年       | 14.9%    | 50,200,000  | −4.7     | 2.5%     | 7,620,000   | −16.0    |
| 1941年       | 12.6%    | 48,810,000  | −2.8     | 2.3%     | 8,790,000   | +15.4    |
| 1951年       | 14.4%    | 51,340,000  | +5.2     | 5.3%     | 19,110,000  | +117.4   |
| 1961年       | 14.7%    | 64,410,000  | +25.5    | 6.9%     | 30,130,000  | +57.7    |
| 1971年       | 14.6%    | 80,000,000  | +24.2    | 6.9%     | 38,010,000  | +26.2    |
| 1981年       | 15.8%    | 104,750,000 | +30.9    | 7.8%     | 51,620,000  | +35.8    |
| 1991年       | 16.5%    | 138,220,000 | +32.0    | 8.1%     | 67,750,000  | +31.2    |
| 2001年       | 16.2%    | 166,630,000 | +20.6    | 8.2%     | 84,320,000  | +24.5    |
| 2011年       | 16.6%    | 201,370,000 | +20.8    | 8.6%     | 104,540,000 | +24      |

### 當前表列社群人口
| 邦及聯邦屬地            | 各邦 及聯邦屬地 總人口 | 表列種性                       | 表列種性          | 表列種性                  | 表列種性                    | 表列部落                       | 表列部落          | 表列部落                  | 表列部落                    |
| 邦及聯邦屬地            | 各邦 及聯邦屬地 總人口 | 表列種性 數目 （迄2017年10月） | 表列種性 人口數目 | 在全國表列種性 人口中佔比 | 在該邦或聯邦屬地 人口中佔比 | 表列部落 數目 （迄2017年10月） | 表列部落 人口數目 | 在全國表列部落 人口中佔比 | 在該邦或聯邦屬地 人口中佔比 |
| ----------------------- | ---------------------- | ------------------------------ | ----------------- | ------------------------- | --------------------------- | ------------------------------ | ----------------- | ------------------------- | --------------------------- |
| 安德拉邦 (含泰倫加納邦) | 84,580,777             | 安邦: 61 泰邦: 59              | 13,878,078        | 6.89                      | 16.41                       | 安邦: 34 泰邦: 32              | 5,918,073         | 5.66                      | 7                           |
| 阿魯納查邦              | 1,383,727              | 0                              | 不適用            | 不適用                    | 不適用                      | 16                             | 951,821           | 0.91                      | 68.79                       |
| 阿薩姆邦                | 31,205,576             | 16                             | 2,231,321         | 1.11                      | 7.15                        | 29                             | 3,884,371         | 3.72                      | 12.45                       |
| 比哈爾邦                | 104,099,452            | 23                             | 16,567,325        | 8.23                      | 15.91                       | 32                             | 1,336,573         | 1.28                      | 1.28                        |
| 恰蒂斯加爾邦            | 25,545,198             | 44                             | 3,274,269         | 1.63                      | 12.82                       | 42                             | 7,822,902         | 7.48                      | 30.62                       |
| 果阿邦                  | 1,458,545              | 5                              | 25,449            | 0.01                      | 1.74                        | 8                              | 149,275           | 0.14                      | 10.23                       |
| 古吉拉特邦              | 60,439,692             | 36                             | 4,074,447         | 2.02                      | 6.74                        | 32                             | 8,917,174         | 8.53                      | 14.75                       |
| 哈里亞納邦              | 25,351,462             | 37                             | 5,113,615         | 2.54                      | 20.17                       | 0                              | 不適用            | 不適用                    | 不適用                      |
| 喜馬偕爾邦              | 6,864,602              | 57                             | 1,729,252         | 0.86                      | 25.19                       | 10                             | 392,126           | 0.38                      | 5.71                        |
| 賈坎德邦                | 32,988,134             | 22                             | 3,985,644         | 1.98                      | 12.08                       | 32                             | 8,645,042         | 8.27                      | 26.21                       |
| 卡納塔卡邦              | 61,095,297             | 101                            | 10,474,992        | 5.2                       | 17.15                       | 50                             | 4,248,987         | 4.06                      | 6.95                        |
| 喀拉拉邦                | 33,406,061             | 69                             | 3,039,573         | 1.51                      | 9.1                         | 43                             | 484,839           | 0.46                      | 1.45                        |
| 中央邦                  | 72,626,809             | 48                             | 11,342,320        | 5.63                      | 15.62                       | 46                             | 15,316,784        | 14.65                     | 21.09                       |
| 馬哈拉什特拉邦          | 112,374,333            | 59                             | 13,275,898        | 6.59                      | 11.81                       | 47                             | 10,510,213        | 10.05                     | 9.35                        |
| 曼尼普爾邦              | 2,855,794              | 7                              | 97,328            | 0.05                      | 3.41                        | 34                             | 1,167,422         | 1.12                      | 40.88                       |
| 梅加拉亞邦              | 2,966,889              | 16                             | 17,355            | 0.01                      | 0.58                        | 17                             | 2,555,861         | 2.44                      | 86.15                       |
| 米佐拉姆邦              | 1,097,206              | 16                             | 1,218             | 0                         | 0.11                        | 15                             | 1,036,115         | 0.99                      | 94.43                       |
| 納加蘭邦                | 1,978,502              | 0                              | 不適用            | 不適用                    | 不適用                      | 5                              | 1,710,973         | 1.64                      | 86.48                       |
| 奧迪薩邦                | 41,974,218             | 95                             | 7,188,463         | 3.57                      | 17.13                       | 62                             | 9,590,756         | 9.17                      | 22.85                       |
| 旁遮普邦                | 27,743,338             | 39                             | 8,860,179         | 4.4                       | 31.94                       | 0                              | 不適用            | 不適用                    | 不適用                      |
| 拉賈斯坦邦              | 68,548,437             | 59                             | 12,221,593        | 6.07                      | 17.83                       | 12                             | 9,238,534         | 8.84                      | 13.48                       |
| 錫金邦                  | 610,577                | 4                              | 28,275            | 0.01                      | 4.63                        | 4                              | 206,360           | 0.2                       | 33.8                        |
| 坦米爾那都邦            | 72,147,030             | 76                             | 14,438,445        | 7.17                      | 20.01                       | 36                             | 794,697           | 0.76                      | 1.1                         |
| 特里普拉邦              | 3,673,917              | 34                             | 654,918           | 0.33                      | 17.83                       | 19                             | 1,166,813         | 1.12                      | 31.76                       |
| 北方邦                  | 199,812,341            | 66                             | 41,357,608        | 20.54                     | 20.7                        | 15                             | 1,134,273         | 1.08                      | 0.57                        |
| 北阿坎德邦              | 10,086,292             | 65                             | 1,892,516         | 0.94                      | 18.76                       | 5                              | 291,903           | 0.28                      | 2.89                        |
| 西孟加拉邦              | 91,276,115             | 60                             | 21,463,270        | 10.66                     | 23.51                       | 40                             | 5,296,953         | 5.07                      | 5.8                         |
| 安達曼-尼科巴群島       | 380,581                | 0                              | 不適用            | 不適用                    | 不適用                      | 6                              | 28,530            | 0.03                      | 7.5                         |
| 昌迪加爾                | 1,055,450              | 36                             | 199,086           | 0.1                       | 18.86                       | 0                              | 不適用            | 不適用                    | 不適用                      |
| 達德拉-納加爾哈維利     | 343,709                | 4                              | 6,186             | 0                         | 1.8                         | 7                              | 178,564           | 0.17                      | 51.95                       |
| 達曼-第烏               | 243,247                | 5                              | 6,124             | 0                         | 2.52                        | 5                              | 15,363            | 0.01                      | 6.32                        |
| 查謨和喀什米爾          | 12,541,302             | 13                             | 924,991           | 0.46                      | 7.38                        | 12                             | 1,493,299         | 1.43                      | 11.91                       |
| 拉克沙群島              | 64,473                 | 0                              | 不適用            | 不適用                    | 不適用                      | native pop.                    | 61,120            | 0.06                      | 94.8                        |
| 德里                    | 16,787,941             | 36                             | 2,812,309         | 1.4                       | 16.75                       | 0                              | 不適用            | 不適用                    | 不適用                      |
| 朋迪治理                | 1,247,953              | 16                             | 196,325           | 0.1                       | 15.73                       | 0                              | 不適用            | 不適用                    | 不適用                      |
| 印度整體                | 1,210,854,977          | 1,284*                         | 201,378,372       | 100                       | 16.63                       | 747*                           | 104,545,716       | 100                       | 8.63                        |

- 表列種姓和表列部落的人口普查數字代表的是選擇性的人口統計。這是因為《印度憲法》第341條和第342條的第一款規定，表列地位是針對特定邦或聯邦屬地（表明該地區的原住民身份以及由此產生的社會經濟弱勢），而不是基於種族或血統適用於全國。例如在人口普查時，如果一個被公告社群的成員居住在該社群未被認可的邦或聯邦屬地之外，或者如果一個表列種姓的成員信奉印度教、佛教或錫克教以外的宗教，那麼他們將不會被計入表列種姓或表列部落的人口，而是被計入一般人口。[47][48][49]
- 在阿魯納查邦、納加蘭邦，以及安達曼-尼科巴群島和拉克沙群島這兩個聯邦屬地，沒有任何社群被公告為表列種姓。因此這些地區沒有表列種姓人口。[50]
- 在旁遮普邦和哈里亞納邦，以及德里、昌迪加爾和朋迪治里這幾個聯邦屬地，沒有任何社群被公告為表列部落。因此這些地區沒有表列部落人口。[50]

### 宗教
| 邦及聯邦屬地            | 表列種性             | 表列種性          | 表列種性          | 表列部落            | 表列部落          | 表列部落           | 表列部落       | 表列部落        | 表列部落       | 表列部落          | 表列部落       |
| 邦及聯邦屬地            | 印度教               | 錫克教            | 佛教              | 印度教              | 穆斯林            | 基督教             | 錫克教         | 佛教            | 耆那教         | 其他              | 無宗教信仰     |
| ----------------------- | -------------------- | ----------------- | ----------------- | ------------------- | ----------------- | ------------------ | -------------- | --------------- | -------------- | ----------------- | -------------- |
| 安德拉邦 (含泰倫加納邦) | 13,848,473           | 2,053             | 27,552            | 5,808,126           | 28,586            | 57,280             | 890            | 608             | 644            | 810               | 21,129         |
| 阿魯納查邦              | 不適用               | 不適用            | 不適用            | 97,629              | 3,567             | 389,507            | 245            | 96,391          | 441            | 358,663           | 5,378          |
| 阿薩姆邦                | 2,229,445            | 1,335             | 541               | 3,349,772           | 13,188            | 495,379            | 387            | 7,667           | 424            | 12,039            | 5,515          |
| 比哈爾邦                | 16,563,145           | 1,595             | 2,585             | 1,277,870           | 11,265            | 32,523             | 150            | 252             | 123            | 10,865            | 3,525          |
| 恰蒂斯加爾邦            | 3,208,726            | 1,577             | 63,966            | 6,933,333           | 8,508             | 385,041            | 620            | 1,078           | 312            | 488,097           | 5,913          |
| 果阿邦                  | 25,265               | 7                 | 177               | 99,789              | 531               | 48,783             | 20             | 62              | 18             | 12                | 60             |
| 古吉拉特邦              | 4,062,061            | 1,038             | 11,348            | 8,747,349           | 34,619            | 120,777            | 1,262          | 1,000           | 1,266          | 3,412             | 7,489          |
| 哈里亞納邦              | 4,906,560            | 204,805           | 2,250             | 不適用              | 不適用            | 不適用             | 不適用         | 不適用          | 不適用         | 不適用            | 不適用         |
| 喜馬偕爾邦              | 1,709,634            | 15,939            | 3,679             | 307,914             | 37,208            | 275                | 294            | 45,998          | 54             | 23                | 360            |
| 賈坎德邦                | 3,983,629            | 669               | 1,346             | 3,245,856           | 18,107            | 1,338,175          | 984            | 2,946           | 381            | 4,012,622         | 25,971         |
| 卡納塔卡邦              | 10,418,989           | 2,100             | 53,903            | 4,171,265           | 44,599            | 12,811             | 802            | 472             | 1,152          | 665               | 17,221         |
| 喀拉拉邦                | 3,039,057            | 291               | 225               | 431,155             | 18,320            | 32,844             | 42             | 44              | 18             | 376               | 2,040          |
| 中央邦                  | 11,140,007           | 2,887             | 199,426           | 14,589,855          | 33,305            | 88,548             | 1,443          | 1,796           | 852            | 584,338           | 16,647         |
| 瑪哈拉什特拉邦          | 8,060,130            | 11,484            | 5,204,284         | 10,218,315          | 112,753           | 20,335             | 2,145          | 20,798          | 1,936          | 93,646            | 40,285         |
| 曼尼普爾邦              | 97,238               | 39                | 51                | 8,784               | 4,296             | 1,137,318          | 209            | 2,326           | 288            | 11,174            | 3,027          |
| 梅加拉亞邦              | 16,718               | 528               | 109               | 122,141             | 10,012            | 2,157,887          | 301            | 6,886           | 254            | 251,612           | 6,768          |
| 米作拉姆邦              | 1,102                | 9                 | 107               | 5,920               | 4,209             | 933,302            | 62             | 91,054          | 343            | 751               | 474            |
| 納加蘭邦                | 不適用               | 不適用            | 不適用            | 15,035              | 5,462             | 1,680,424          | 175            | 4,901           | 500            | 3,096             | 1,380          |
| 奧迪薩邦                | 7,186,698            | 825               | 940               | 8,271,054           | 15,335            | 816,981            | 1,019          | 1,959           | 448            | 470,267           | 13,693         |
| 旁遮普邦                | 3,442,305            | 5,390,484         | 27,390            | 不適用              | 不適用            | 不適用             | 不適用         | 不適用          | 不適用         | 不適用            | 不適用         |
| 拉賈斯坦邦              | 11,999,984           | 214,837           | 6,772             | 9,190,789           | 13,340            | 25,375             | 663            | 445             | 622            | 1,376             | 5,924          |
| 錫金邦                  | 28,016               | 15                | 244               | 40,340              | 369               | 16,899             | 72             | 1,36,041        | 125            | 12,306            | 208            |
| 坦米爾那都邦            | 14,435,679           | 1,681             | 1,085             | 783,942             | 2,284             | 7,222              | 84             | 50              | 45             | 55                | 1,015          |
| 特里普拉邦              | 654,745              | 69                | 104               | 888,790             | 2,223             | 153,061            | 250            | 1,19,894        | 318            | 768               | 1,509          |
| 北方邦                  | 41,192,566           | 27,775            | 137,267           | 1,099,924           | 21,735            | 1,011              | 264            | 353             | 410            | 2,404             | 8,172          |
| 北阿坎德邦              | 1,883,611            | 7,989             | 916               | 287,809             | 1,847             | 437                | 364            | 1,142           | 7              | 9                 | 288            |
| 西孟加拉邦              | 21,454,358           | 3,705             | 5,207             | 3,914,473           | 30,407            | 343,893            | 1,003          | 220,963         | 876            | 774,450           | 10,888         |
| 安達曼-尼科巴群島       | 不適用               | 不適用            | 不適用            | 156                 | 1,026             | 26,512             | 0              | 85              | 0              | 344               | 407            |
| 昌迪加爾                | 176,283              | 22,659            | 144               | 不適用              | 不適用            | 不適用             | 不適用         | 不適用          | 不適用         | 不適用            | 不適用         |
| 達德拉-納加爾哈維       | 6,047                | 0                 | 139               | 175,305             | 242               | 2,658              | 15             | 12              | 4              | 54                | 274            |
| 達曼-第烏               | 6082                 | 1                 | 41                | 15,207              | 125               | 16                 | 0              | 1               | 1              | 0                 | 13             |
| 查謨和喀什米爾          | 913,507              | 11,301            | 183               | 67,384              | 1,320,408         | 1,775              | 665            | 100,803         | 137            | 1,170             | 957            |
| 拉克沙群島              | 不適用               | 不適用            | 不適用            | 44                  | 61,037            | 3                  | 4              | 2               | 10             | 4                 | 16             |
| 德里                    | 2,780,811            | 25,934            | 5,564             | 不適用              | 不適用            | 不適用             | 不適用         | 不適用          | 不適用         | 不適用            | 不適用         |
| 朋迪治理                | 196,261              | 33                | 31                | 不適用              | 不適用            | 不適用             | 不適用         | 不適用          | 不適用         | 不適用            | 不適用         |
| 印度整體 (%)            | 189,667,132 (94.18%) | 5,953,664 (2.96%) | 5,757,576 (2.86%) | 84,165,325 (80.51%) | 1,858,913 (1.78%) | 10,327,052 (9.88%) | 14,434 (0.01%) | 866,029 (0.83%) | 12,009 (0.01%) | 7,095,408 (6.79%) | 206,546 (0.2%) |

- 表列種姓和表列部落的人口普查數字代表的是選擇性的人口統計。這是因為《印度憲法》第341條和第342條的第一款規定，表列地位是針對特定邦或聯邦屬地（表明該地區的原住民身份以及由此產生的社會經濟弱勢），而不是基於種族或血統適用於全國。例如在人口普查時，如果一個被公告社群的成員居住在該社群未被認可的邦或聯邦屬地之外，或者如果一個表列種姓的成員信奉印度教、佛教或錫克教以外的宗教，那麼他們將不會被計入表列種姓或表列部落的人口，而是被計入一般人口。[47][48][49]
- 在阿魯納查邦、納加蘭邦，以及安達曼-尼科巴群島和拉克沙群島這兩個聯邦屬地，沒有任何社群被公告為表列種姓。因此這些地區沒有表列種姓人口。[50]
- 在旁遮普邦和哈里亞納邦，以及德里、昌迪加爾和朋迪治里這幾個聯邦屬地，沒有任何社群被公告為表列部落。因此這些地區沒有表列部落人口。[50]

## 條款
為有效實施憲法和其他法規中內建的保障措施，憲法根據第338條和第338A條設立兩個憲法委員會:國家表列種姓委員會和國家表列部落委員會。這兩個委員會的主席均為印度國家人權委員會的當然成員。
印度憲法規定一項三管齊下的策略來改善表列種姓和表列部落的境況：
- 保護性措施：這些措施的目的強制實施平等、對違規行為施加懲罰，並消除那些延續不平等的既定做法。印度政府為落實憲法中的這些規定，頒佈有多項法律。相關的例子有《1955年不可接觸行為法》(Untouchability Practices Act, 1955)、《1989年表列種姓和表列部落（防止暴行）法（英语：Scheduled Caste and Scheduled Tribe (Prevention of Atrocities) Act, 1989）)，以及《1993年人工清除糞便者與旱廁建造（禁止）法》(The Employment of Manual Scavengers and Construction of Dry Latrines (Prohibition) Act, 1993) 等。縱然有這些立法，針對落後種姓的社會歧視和暴行依然存在。[55]
- 平權行動：提供工作職位配額和高等教育方面的優惠待遇，作為加速表列種姓和表列部落融入主流社會的手段。平權行動通常被稱為保留政策。印度憲法第16條規定："只要國家認為該階級在國家服務中沒有得到充分代表，本條中的任何內容均不得阻止國家為任何落後公民階級的職位或職務的保留制定任何規定。"印度最高法院維護平權行動和曼達爾委員會 (Mandal Commission)（一份建議平權行動不僅適用於"不可接觸者"，也適用於其他落後階級的報告）的合法性。然而平權行動中的這些保障名額只適用於公共部門，私營部門則不包括在內。[56]
- 發展： 提供資源和福利，以彌合表列種姓和表列部落與其他社群之間的社會經濟差距。立法的目的為改善表列種姓和表列部落的社會經濟狀況，因為27%的表列種姓家庭和37%的表列部落家庭生活在貧困線以下，而其他家庭落於貧窮線下的佔比僅有11%。此外，印度社會中的落後種姓比其他群體更為貧困，他們也有更高的發病率和死亡率。[57]

### 實施

#### 表列種姓子計畫
於1979年發佈的表列種姓子計畫（SCSP）要求設定一個規劃過程，以促進表列種姓的社會、經濟和教育發展，並改善他們的工作和生活條件。這是一項總體策略，確保一般發展部門能將目標性的財政和實物利益流向表列種姓。它要求各邦和聯邦屬地在年度計畫中，資金和相關利益的流向至少應與全國表列種姓人口比例相當。目前已有27個表列種姓人口眾多的邦和聯邦屬地正在實施這項計畫。根據2001年的人口普查，表列種姓人口達1.666億（佔總人口的16.23%），但透過SCSP分配的資金卻低於應有的按比例數額。一個奇特現象是喀拉拉邦的表列種姓生育率顯著降低，推測歸因於土地改革、人口外移（參見喀拉拉邦波斯灣海外僑民）和教育的民主化。

## 政策與實施中出現的問題

### 憲法歷史
印度最初憲法中的第338條，規定設立一名特別官員（表列種姓和部落事務專員，Commissioner for SCs and STs），負責監督表列種姓和部落的憲法及立法保障措施的實施，直接向總統匯報，並在全國各地設立17個區域辦事處。
而在憲法第48次修訂中曾提出一項倡議，建議修改第338條，用一個委員會來取代專員的職位。印度衛生與家庭福利部於1978年8月（修正案辯論期間）成立第一個表列種姓和部落委員會 (committee for SCs and STs)，其職能與專員相同。這些職能於1987年9月進行修改，加入就廣泛政策問題以及表列種姓和部落的發展水平向政府提供建議的職責。這項內容現已納入憲法第342條中。
透過1990年憲法（第65次修正案）法案，第338條被修訂，設立國家表列種姓和部落委員會 (National Commission for SCs and STs)。根據第65次修正案成立的第一個委員會於1992年3月組建，取代原有的表列種姓和表列部落事務專員，以及衛生與家庭福利部1989年決議設立的委員會。印度憲法於2003年再次修訂，將國家表列種姓和部落委員會分拆為兩個獨立的委員會：國家表列種姓委員會和國家表列部落委員會。

### 宗教限制
表列種姓之所以會成為印度的一個憲法類別，源於印度教種姓制度中"不可接觸性"的傳統。雖然《印度憲法》並未明確規定宗教標準，但制憲會議普遍認可只有印度教信徒才有資格獲得表列種姓地位。因此，《1950年憲法（表列種姓）命令》 (The Constitution (Scheduled Castes) Order of 1950) 制定這樣的規定，但將旁遮普邦的某些社群排除在外，這些人可能是印度教徒或是錫克教徒。1956年的修正案將全國改信錫克教的達利特人納入表列種姓。由於B.R.安貝德卡為抗議源於印度教的種姓制度歧視，而在1990年帶領大量達利特人皈依佛教，印度政府乃將表列種姓地位進一步擴展到改宗信仰佛教者。然而改信基督教、伊斯蘭教或該命令及後續修正案中未指定的其他宗教的人則無權獲得表列種姓地位，在人口普查中也不會被計入表列種姓人口。根據成立於2005年的薩卡爾委員會所做的分析，表列種姓人口佔印度總人口的19.7%。這些表列種姓構成佛教徒人口的89.5%、錫克教徒的30.7%、印度教徒的22.2%、基督徒的9%、穆斯林的0.8%，以及屬於其他宗教信仰的2.6% 。同樣，根據美國民調中心及智庫皮尤研究中心的調查，89%的佛教徒認為自己是表列種姓，其次是47%的錫克教徒、33%的基督徒、25%的印度教徒、4%的穆斯林、3%的耆那教徒，而其餘25%的表列種姓則認為自己屬於一般人口。總體而言，在沒有宗教限制的情況下，印度表列種姓人口的估計數字各不相同，例如皮尤研究中心發佈的《2020年宗教報告》估計為25%，《2019年全球態度報告》為24%，《2017年全球態度報告》為23%。其他估計包括2005年印度人類發展調查的22%、National Election Studies(NES，2019年) 的19%和全國家庭健康調查（NFHS） (2015-2016年) 的21%，所有這些估計都高於2001年和2011年印度人口普查中分別記錄的16%和17%。印度人口總署於1999年成為認可機構後，拒絕將表列種姓地位擴展至印度教、佛教和錫克教以外宗教信徒的要求。在此之前，總統命令的增補、刪除或修改，需經由邦的建議以及國家表列種姓和部落委員會的批准，再透過印度議會進行。因此，改信憲法命令中未指定宗教的個人，為獲得政府提供的社會保障和福利（通常稱為保留政策），往往會不透露其真實宗教信仰，或在官方記錄中提供的是其先前信仰的宗教。這些改宗的表列種姓人口屬於其他落後階級類別，享有類似的平權福利，但不包括政治保留（在議會或邦議會中為表列種姓預留的專門席位）。

### 地區限制
社群被歸類為表列種姓的做法，最初由英國人在20世紀初以"受壓迫階級"的稱法正式確立，這項分類具有地理特定性，即社群是根據地方性的社會劣勢模式在縣或省級別被識別。印度獨立後，這種基於地區的框架大致被保留下來，因為社會經濟上的劣勢被認為是根植於區域社會結構。
在大多數邦，邦內的地區限制已透過1976年表列種姓和表列部落命令（修正）法案 (Scheduled Castes and Scheduled Tribes Orders (Amendment) Act, 1976) 予以移除。然而，根據憲法第341(1) 條和第342(1) 條規定的邦際地區限制則由憲法界定。因此，表列種姓和表列部落的名單是針對每個邦和聯邦屬地特定（表示一個社群在某個邦被認定為表列種姓或表列部落，並不表示它在印度的其他邦或聯邦屬地也會自動獲得同樣的地位。每個邦和聯邦屬地都有自己獨立的表列種姓和表列部落名單）。

### 再分類
先前為施行政策，被公告的表列種姓和表列部落被視為同質的社會群體。這導致一些不平等現象，即某些社群獲得不成比例的平權福利份額，而其他更邊緣化的群體則分到的平權福利份額不足。為解決此種問題，幾個邦政府，特別是安德拉邦和旁遮普邦，引入表列種姓和表列部落的再分類，以期更公平地分配平權措施。然而，由於維護表列種姓和表列部落名單的權力歸屬於中央政府，最高法院將再分類政策駁回，並強調在表列名單的背景下應保持同質性。
印度最高法院由七位法官組成的合議庭於2024年確認再分類的合憲性。法院闡明，雖然總統表列名單應遵循同質性原則，但這並未限制各邦依據憲法第15(4)條、第16(4)條及其他授權條款，在執行政策或分配福利時的權力。這項裁決肯定各邦有權針對表列種姓和表列部落實施再分類或其他政策，以確保平權行動的福利能夠公平分配。

## 附註
1. ↑  The first Scheduled orders were enacted by two segments, viz, 1950 order and 1951 order, enlisting 821 castes and 296 tribes in the Presidential Scheduled list. The Constitution (Scheduled Castes) Order, 1950, and The Constitution (Scheduled Tribes) Order, 1950, listed 607 castes and 241 tribes, respectively.[38][39]  Similarly, The Constitution (Scheduled Castes) (Part C States) Order, 1951, and The Constitution (Scheduled Tribes) (Part C States) Order, 1951, listed 214 castes and 55 tribes. The 1950 orders applied to 16 Part A and B states: Assam, Bihar, Bombay, Madhya Pradesh, Madras, Orissa, Punjab, West Bengal, Hyderabad, Madhya Bharat, Mysore, Rajasthan, Saurashtra, and Travancore-Cochin, while the 1951 orders addressed 10 Part C states: Ajmer, Bhopal, Coorg, Himachal Pradesh, Kutch, Manipur, Tripura, and Vindhya Pradesh.

## 延伸閱讀
- Mandal, Mahitosh. . Caste: A Global Journal on Social Exclusion. 2022, 3 (1): 11–30. S2CID 249027627. doi:10.26812/caste.v3i1.367 .
- Srivastava, Vinay Kumar; Chaudhary, K. . Atal, Yogesh singh chauhan  (编). . Indian Council of Social Science Research/Pearson Education India. 2009. ISBN 9788131720349.

## 外部連結
- Ministry of Tribal Affairs – official website
- 2001 Census of India – Tables on Individual Scheduled Castes and Scheduled Tribes (archived)
- Dalit Indian Chamber of Commerce & Industry. 的存檔，存档日期2016-10-30..
- Administrative Atlas of India – 2011